# Ophichthus cruentifer
Espèce
Ophichtus cruentifer est une espèce de poissons téléostéens serpentiformes.